# Empoasca sichotana
Empoasca sichotana är en insektsart som beskrevs av Anufriev 1973. Empoasca sichotana ingår i släktet Empoasca och familjen dvärgstritar. Inga underarter finns listade i Catalogue of Life.